# Raiffeisen stavební spořitelna
Raiffeisen stavební spořitelna a.s. je česká stavební spořitelna spojená s Raiffeisen Group, součást finanční skupiny Raiffeisen v České republice. Zahájila svou činnost 7. září 1993 jako AR stavební spořitelna a.s. Vznikla a zpočátku i působila jako dceřiná společnost Agrobanky (AGB 51 %, Raiffeisen Bausparkasse 49 %), v souvislosti s řešením nucené správy Agrobanky a přípravou prodeje její části společnosti General Electric byl v březnu 1998 skupině Raiffeisen odprodán i majoritní podíl (objemem vkladů šlo v té době o třetí největší stavební spořitelnu v ČR). Nynějšími akcionáři jsou Raiffeisen Bausparkassen Holding GmbH (90 %) a Raiffeisenbank a.s. (10 %).
18. prosince 1997 se stala účastníkem dohody o výměně údajů s ostatními stavebními spořitelnami. Od roku 2000 podobně jako ostatní stavební spořitelny zvyšovala poplatek za vedení účtu a zavedla i pro stávající smlouvy nový poplatek "správa úrokového zvýhodnění". Růst poplatků začal šetřit Úřad pro ochranu hospodářské soutěže, podle nepravomocného rozhodnutí měla Raiffeisen stavební spořitelna snížit poplatky zpět na úroveň roku 1999 (snížit poplatek za vedení účtu z 280 Kč ročně na 100 Kč ročně a zrušit poplatek za úrokové zvýhodnění ve výši 90 Kč ročně) a zaplatit pokutu 42 milionů korun. Po několik let trvajícím právním sporu musela Raiffeisen stavební spořitelna za "uzavření a plnění zakázané a neplatné dohody o výměně informací" zaplatit v roce 2007 pokutu 5,3 milionu korun.
V listopadu 2012 začala RSTS vypovídat klientům starší smlouvy úročené 3 % ročně, které pro ni již nebyly výhodné. Od 1. října 2013 zvýšila RSTS klientům se smlouvou o stavebním spoření s dobou trvání delší než šest let poplatek za vedení účtu na 640 korun ročně.
Emblém a ochrannou známku spořitelny stejně jako ostatních společností skupiny Raiffeisen tvoří dvě zkřížené koňské hlavy. Od roku 1998 se tato stavební spořitelna prezentuje sloganem Specialisté na moderní bydlení. Kromě stavebního spoření Raiffeisen stavební spořitelna nabízí i stavební a překlenovací úvěry, pojištění a jiné finanční služby jak pro fyzické, tak právnické osoby.

## Reference

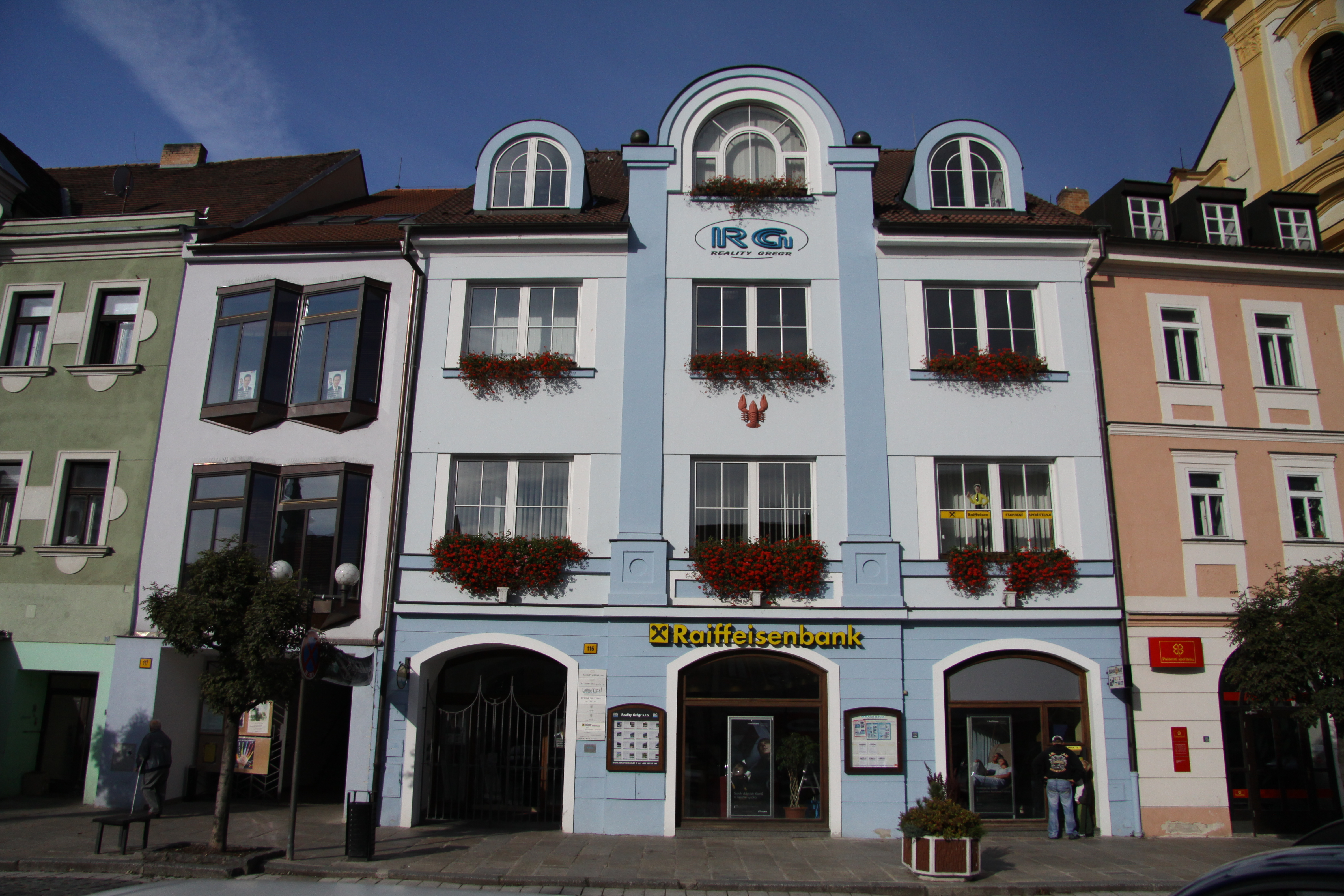
Budova Raiffeisen stavební spořitelny na Velkém náměstí v Písku